# 623 Chimaera
623 Chimaera è un asteroide della fascia principale del diametro medio di circa 44,09 km. Scoperto nel 1907, presenta un'orbita caratterizzata da un semiasse maggiore pari a 2,4608259 UA e da un'eccentricità di 0,1141858, inclinata di 14,13631° rispetto all'eclittica.
Il nome fa riferimento alla chimera, figura mitologica a metà tra una capra, un leone e un serpente.
È il membro principale della famiglia di asteroidi Chimaera.